# Jacques Monod
Jacques Lucien Monod (2. září 1910 Paříž – 31. května 1976 Cannes) byl francouzský biochemik, mikrobiolog a molekulární genetik.
Působil v Pasteurově ústavu a jako profesor na Collège de France v Paříži. V roce 1965 spolu s Françoisem Jacobem a André Lwoffem získal Nobelovu cenu za objev genetické regulace syntézy bílkovin.